# Roman Víšek-Kristän
Roman Víšek-Kristän, někdy jen Roman Víšek, (* 30. července 1970) je český rozhlasový a dříve i televizní moderátor. Působí rovněž v dabingu či coby příležitostný herec.

## Život
Vystudoval hotelovou školu, na které maturoval roku 1988, a v mládí, v době před sametovou revolucí, když sympatizoval s životním stylem punk, nosil na hlavě do červena zbarvené vlasy. Na konci osmdesátých let 20. století, když mu bylo sedmnáct let, se přihlásil na konkurz hlasatele do Československé televize a současně do Československého rozhlasu. U obou přijímacích řízení uspěl, jen v televizi mu jeho budoucí vedoucí Zdenka Vařechová přikázala sundat barevný přeliv, aby se mohl Víšek objevit ve vysílání. Prvním pořadem, který v televizi jako hlasatel uváděl, se stal 3. ledna 1989 ranní pořad z vysílání pro školou povinné děti nazvaný „Petříkovo velké dobrodružství“. Naopak poslední hlasatelskou službu měl 1. ledna 1998.
Po delší období pobýval v zahraničí, a to v Indii, Brazílii a Španělsku. V rozhovoru v roce 2016 zmiňoval, že bydlí v Pardubicích a během letních prázdnin jezdil prodávat občerstvení na koupališti v Hradci Králové. Vedle toho tehdy daboval a uváděl sportovní či společenské akce. Působí též jako příležitostný herec, kdy se objevil v epizodní roli na několika záběrech filmového snímku režiséra Jana Svěráka nazvaného Akumulátor 1 nebo v úloze mladého hráče šipek v televizním seriálu Ulice.